# Silvarom
Silvarom este o companie producătoare de mobilă din România.
A fost înființată în 1952, fiind privatizată integral în 1993 prin metoda MEBO (management and employees buy-out - cumpărarea acțiunilor de către conducere și salariați)..
Silvarom produce mobilier de birou și de casă în trei fabrici localizate pe platforma din cartierul Giulești din București.
În anul 2009, compania deținea circa 8% din piața de mobilier pentru casă, 17% din mobilierul pentru birouri și peste 60% din piața mobilierului școlar.
Număr de angajați:
- 2009: 406[3]
- 2007: 725[4]

Cifra de afaceri:
- 2008: 35,3 milioane lei (8,2 milioane euro)[5]
- 2007: 37,7 milioane lei (8,7 milioane euro)[5]
- 2006: 60,1 milioane lei (17 milioane  euro)[4]